# ТЕС Арафат
18°2′46.5″ пн. ш. 15°58′29.9″ зх. д. / 18.046250° пн. ш. 15.974972° зх. д.
ТЕС Арафат — теплова електростанція у столиці Мавританії місті Нуакшот. До появи у першій половині 2010-х років ТЕС Нуакшот-Північ була найбільшою станцією країни.
Перші чотири дизель-генератори потужністю по 7 МВт встановили на площадці станції у 1989 році. В 2001-му ТЕС доповнили ще двома генераторами такої ж потужності. А у 2010-му тут встановили 7 контейнерних установок фінської компанії Wartsila типу W6L20 загальною потужністю 10,5 МВт (проект Арафат II).
Втім, фактичний виробіток станції міг істотно відрізнятися від номіналу. Так, влітку 2012-го вона видавала в мережу лише 23 МВт, що забезпечувалось роботою трьох встановлених у 1989—2001 роках генераторів (15 МВт) та обладнанням Арафат II (8 МВт).